# NGC 663
NGC 663是在仙后座內，擁有大約400顆恆星的一個年輕的疏散星團，這400顆星星在天空中的跨距估計大約是1/4度。據說這個星團僅憑裸眼就能看見，但使用望遠鏡觀看可以得到更佳的效果，而使用雙筒望遠鏡就能看見星團中最亮的恆星。雖然表中列出最亮恆星的視星等只有7.1等，但有幾位觀測者報告估計有更亮的恆星
在修正了星際塵埃造成的紅化之後，距離模數估計的星等是11.6等。估計這個星團的距離約為2,100秒差距，年齡大約在2000-2500萬年。這意味著恆星的光譜類型為B2或者更高（感覺上有更大的質量），已經到達主序帶的頂端。這個星團出現在一個分子雲的前方，但兩這之間並無物理上的關聯。這團雲氣距離星團約300秒差距，已經影響到該星團在目視觀測上的背景恆星亮度景觀
這個星團令人感興趣的是有大量的Be恆星，發現的數量已經高達24顆。這是一種光譜類型為B，但在光譜中有著突出的氫發射光譜。多數在該星團中的Be星光譜類型在B0和B3之間 這個星團的一顆候選者， LS I +61° 235，是一顆有X-射線伴星的Be恆星，互繞的周期大約是3年。在這個星團內至少有5顆藍掉隊星，它們都是由兩顆恆星合併所形成的恆星。星團中也有兩顆周期分別是0.6天和1.03天的食雙星。

## 外部連結
- WikiSky上关于NGC 663的内容：DSS2, SDSS, GALEX, IRAS, 氢α, X射线, 天文照片, 天图, 文章和图片